# پیتر لوکسا
 پیتر لوکسا (انگلیسی: Petr Luxa؛ زادهٔ ۳ مارس ۱۹۷۲) یک تنیس‌باز اهل جمهوری چک است.